# Судијско суђење
Судијско суђење, званично САД против Јозефа Алштетера и др. (The United States of America vs. Josef Altstötter, et. al)
(5. март – 4. децембар 1947. г.) је било суђење против 16 оптужених немачких судија и правника који су били део нацистичког правосудног апарата. Оптуженима је на терет стављано учествовање у завери за вршење ратних злочина, ратни злочини вршени кроз злоупотребе судског процеса, злочини против човечности вршени на исти начин и чланство у криминалним организацијама СС-у и врху НСДАП-а. 
Суђење је било пред Војним трибуналом III - судије Керингтон Маршал, Џејмс Бренд и Мелори Блер, Џастин Хардинг, као замена 
Десет оптужених су осуђени на затворске казне (4 доживотне, остале различитих дужина), четири особе су ослобођене, један оптужени је извршио самоубиство а једном није суђено услед болести.

## Оптужница
1. Учествовање у заједничком плану или завери да се почине ратни злочини и злочини против човечности;
2. Ратни злочини кроз злоупотребу правосудног и казненог поступка који су довели до масовних убистава, тортуре и пљачке приватне имовине.
3. Злочини против човечности по истом основу, укључујући и оптужбе за коришћење робовске радне снаге.
4. Чланство у криминалној организацији, НСДАП или СС.

Тачка 4 се односила само на Алтштетера, Кухорста, Енгерта и Јоела што се тиче СС и на Кухорста, Ешеја, Небелунга и Ротхауга што се тиче НСДАП. Обе организације су претходно проглашене за криминалне организације на претходним Нирнбершким суђењима.
Тачка 1 је одбачена: суд је закључио да ова оптужба не улази у његову јуриздикцију. Судија Блер је написао издвојено мишљење у коме је навео да је суд требало да закључи да Нирнбершки војни трибунали у ствари имају јуриздикцију над оптужницама за „заверу да се почине ратни злочини и злочини против човечности“.
Сви оптужени су се изјаснили да „нису криви“.

## Оптужени
- Курт Ротенбергер
- Ернст Лауц
- Франц Шлегелбергер
- Гинтер Јоел
- Гинтер Небелунг
- Ханс Петерсен
- Херберт Клем
- Херман Кухорст
- Карл Енгерт
- Освалд Ротхауг
- Паул Барникел
- Рудолф Ешеј
- Вилхелм фон Амон
- Волфганг Метгенберг
- Јозеф Алтштетер

| Име                 | Пресуда |
| ------------------- | --- |
| Јозеф Алтштетер     | 5 година, укључујући време већ проведено у затвору; пуштен 1950; умро 1979. у Нирнбергу                                               |
| Вилхелм фон Амон    | 10 година, укључујући време већ проведено у затвору; 31. јануара 1951. пуштен од стране високог комесара Џона Џ. Макклоја; умро 1992. |
| Паул Барникел       | ослобођен; умро 1966. у Минхену |
| Херман Кухорст      | ослобођен; умро 1991. у Кресборну на Бодензеу                                                                                         |
| Карл Енгерт         | суђење прекинуто због болести; умро 8. септембра 1951.                                                                                |
| Гинтер Јоел         | 10 година, укључујући време већ проведено у затвору, пуштен 31. јануара, 1951; датум смрти непознат                                   |
| Херберт Клем        | доживотни затвор; измењено у 20 година затвора; пуштен 1956; датум смрти непознат                                                     |
| Ернст Лауц          | 10 година, укључујући време већ проведено у затвору; пуштен у јануару 1951; умро 1979. у Либеку                                       |
| Волфганг Метгенберг | 10 година, укључујући време већ проведено у затвору; умро 1950. у Затвору Ландзберг                                                   |
| Гинтер Небелунг     | ослобођен; умро 1970. у Зезену |
| Рудолф Ешеј         | доживотни затвор; измењено у 20 година; пуштен 1956; умро 12. септембра 1980. у Неусу                                                 |
| Ханс Петерсен       | ослобођен; умро 1963. |
| Освалд Ротхауг      | доживотни затвор; измењено у 20 година; пуштен 22. децембра 1956; умро 1967. у Келну                                                  |
| Курт Ротенбергер    | 7 година, укључујући време већ проведено у затвору; пуштен 1950; умро 1959. у Хамбургу                                                |
| Франц Шлегелбергер  | доживотни затвор; пуштен 1950. из „здравствених разлога“; умро 1970. у Флесенбургу                                                    |
| Карл Вестфал        | извршио самоубиство 1946, након подизања оптужнице, а пре почетка суђења                                                              |

Највиши званичници нацистичког правног система се нису нашли пред судом: Франц Гиртнер, министар правде је умро 1941; Ото Георг Тиерак, министар правде од 1942. је починио самоубиство 1946, а Роналд Фрајзлер, председник Народног суда од 1942, је погинуо у бомбардовању Берлина. Још један високи званичник који је био жив али му није суђено је био Ханс Глобке (умро 1973).
Сви они који су осуђени су проглашени кривим по свим тачкама за које су оптужени, изузев Ротхауга, који је осуђен само по тачки 3 оптужнице, а ослобођен је оптужби под тачкама 2 и 4. Међутим, у својој пресуди је суд изнео коментар да је Ротхауг:
„Својим начином и методама, од суда је начинио инструмент терора, и утеривао је страх и мржњу становништву. Из доказа његових најближих сарадника као и његових жртава, налазимо да је Освалд Ротхауг у Немачкој представљао персонификацију тајних нацистичких интрига и окрутности. Био је и и даље је садиста и зао човек. У било ком цивилизованом правном систему, он би био смењен и уклоњен са положаја или осуђен за злоупотребу службеног положаја због зле намере са којом је спроводио неправду.“
Јавност је начелно сматрала да су казне преблаге. Већина осуђених се нашла на слободи већ почетком 1950их; неки (Лауц, Ротенбергер, Шлегелбергер) су чак добили и пензије од Западне Немачке.
Судијско суђење је представљало инспирацију за филм Суђење у Нирнбергу снимљен 1961, у коме су глумили Спенсер Трејси, Берт Ланкастер, Ричард Видмарк, Марлен Дитрих, Максимилијан Шел, Џуди Гарланд, Монтгомери Клифт, Вернер Клемперер и Вилијам Шетнер.